# Jay Rosehill
Jay Rosehill (* 16. Juli 1985 in Olds, Alberta) ist ein ehemaliger kanadischer Eishockeyspieler, der im Verlauf seiner aktiven Karriere zwischen 2004 und 2018 unter anderem 117 Spiele für die Toronto Maple Leafs und Philadelphia Flyers in der National Hockey League (NHL) auf der Position des linken Flügelstürmers bestritten hat. Darüber hinaus absolvierte Rosehill annähernd 470 weitere Partien in der American Hockey League (AHL). 

## Karriere
Jay Rosehill begann seine Karriere als Eishockeyspieler in seiner Heimatstadt bei den Olds Grizzlys, für die er von 2002 bis 2004 in der Alberta Junior Hockey League (AJHL) aktiv war. In diesem Zeitraum wurde er im NHL Entry Draft 2003 in der siebten Runde als insgesamt 227. Spieler von den Tampa Bay Lightning aus der National Hockey League (NHL) ausgewählt, für die er allerdings nie spielte. Stattdessen lief der Flügelspieler in der Saison 2004/05 für die Mannschaft der University of Minnesota Duluth auf.
Von 2005 bis 2009 stand der Linksschütze für die Springfield Falcons und Norfolk Admirals aus der American Hockey League (AHL) sowie die Johnstown Chiefs und Mississippi Sea Wolves aus der ECHL auf dem Eis. Kurz vor Ende der Saison 2008/09 wechselte der Stürmer innerhalb der AHL zu den Toronto Marlies, wo er die Spielzeit beendete. Im Sommer 2009 erhielt Rosehill als Free Agent ein Vertragsangebot des NHL-Partnerteams Toronto Maple Leafs und zur Saison 2009/10 in den Kader aufgenommen. Am 1. Oktober 2009 gab er im Heimspiel gegen die Canadiens de Montréal sein Debüt in der NHL gab. Seinen ersten Treffer erzielte der Kanadier am 6. Oktober 2009 im Spiel gegen die Pittsburgh Penguins. Schlussendlich verbrachte der Kanadier drei Spielzeiten in der Organisation, kam derweil aber auch immer wieder in der AHL bei den Toronto Marlies zu Einsätzen.
Im Oktober 2012 wurde Rosehill von den Norfolk Admirals per Probevertrag verpflichtet, der für maximal 25 Partien der regulären Saison Gültigkeit besaß. Nach Beendigung des NHL-Lockouts im Januar 2013 wurde er von den Anaheim Ducks unter Vertrag genommen, spielte jedoch ausschließlich für deren AHL-Farmteam. Die Kalifornier transferierten ihn Anfang April 2013 im Tausch für Harry Zolnierczyk zu den Philadelphia Flyers. Dort kam er in der Saison 2013/14 noch regelmäßig zum Einsatz, spielt allerdings mit Beginn der Folgesaison ausschließlich bei den Lehigh Valley Phantoms in der AHL. Im August 2015 unterzeichnete der Angreifer einen neuen Einjahresvertrag bei den Phantoms, der nur für die AHL galt.
Zur Spielzeit 2016/17 zog es den Kanadier in die britische Elite Ice Hockey League (EIHL). Dort verbrachte Rosehill zunächst eine Saison beim schottischen Teilnehmer Braehead Clan, ehe er im Sommer 2017 innerhalb der Liga zu den Manchester Storm wechselte. Nach der Saison 2017/18 beendete der 32-Jährige im Juni 2018 seine aktive Karriere.

## Karrierestatistik
(Legende zur Spielerstatistik: Sp oder GP = absolvierte Spiele; T oder G = erzielte Tore; V oder A = erzielte Assists; Pkt oder Pts = erzielte Scorerpunkte; SM oder PIM = erhaltene Strafminuten; +/− = Plus/Minus-Bilanz; PP = erzielte Überzahltore; SH = erzielte Unterzahltore; GW = erzielte Siegtore; 1 Play-downs/Relegation; Kursiv: Statistik nicht vollständig)